# Atlantic Beach (Caroline du Sud)
Pour les articles homonymes, voir Atlantic Beach.
Atlantic Beach est une ville située dans le comté de Horry, dans l’État de Caroline du Sud, aux États-Unis. Lors du recensement de 2020, elle comptait 195 habitants.